# El peix Irisat
El peix Irisat és un llibre infantil publicat l'any 1992 per Marcus Pfister (Berna, 1960). Aquest conte fa referència a la importància del valor de compartir i l'egoisme. La llengua d'origen d'aquest conte és l'alemany i consta de diverses traduccions, com per exemple: el català (El peix Irisat), el castellà (El pez arcoiris) i l'anglès (The rainbow fish), entre d'altres.
A més a més, hi ha una sèrie basada en aquest conte als Estats Units, anomenada The Rainbow Fish.

## Sinopsi
El llibre El peix Irisat tracta sobre un peix d'escames lluents, el qual és el més bonic de tot l'oceà. Tots els altres peixos com el veuen tan bonic volen tenir les seves escames, però a l'hora de demanar-li alguna el peix irisat es nega a compartir-les. Després d'aquest fet, el peix Irisat es troba tot sol. És per això que s'apropa a una cova on hi ha un pop el qual dona consells. Arran d'aquesta conversa, s'adona que per no quedar-se sol ha de compartir les seves escames amb els altres peixos. Finalment comparteix totes les seves escames menys una amb els altres peixos, gràcies a això tots són feliços.